# Zaklików (stacja kolejowa)
Zaklików – stacja kolejowa na północy Zaklikowa, w powiecie stalowowolskim, w województwie podkarpackim, położona na wybudowanej w roku 1915 linii kolejowej łączącej Lublin z Galicją.

## Ruch pasażerski
| Rok  | Wymiana pasażerska na dobę |
| ---- | -------------------------- |
| 2017 | 20-49                      |
| 2022 | 50-99                      |

Zaklików jest pierwszą stacją na linii na terenie województwa podkarpackiego. Na przełomie 2018 i 2019 roku przeszła modernizację połączoną z elektryfikacją. Peron wyspowy z płyt betonowych został zastąpiony nowym, przystosowanym do obsługi osób niepełnosprawnych, usytuowany w miejscu dawnego toru nr 3, a nowy tor nr 3 powstał w miejscu dawnych torów nr 5 i 7, zburzono też starą rampę ładunkową. Tory nr 1 i 2 przeszły gruntowną wymianę nawierzchni, podobnie, jak rozjazdy. Stacja nadal posiada 3 tory główne oraz jeden tor boczny przy placu ładunkowym. Na południowy zachód od miasta wybudowany został nowy, położony bliżej centrum miejscowości, przystanek osobowy Zaklików Miasto.
Stacja posiadała ręczne urządzenia kluczowe oraz semafory świetlne. Jedynie dwa rozjazdy w torze głównym zasadniczym od strony Rzeczycy kierujące na tory nr 2 i 3 posiadają napędy elektryczne obsługiwane za pomocą kamer z nastawni dysponującej „Za”, która obsługuje także przejazd kolejowy od strony Lipy. W ciągu doby odbywa się planowo jedno krzyżowanie pociągów pasażerskich. Nastawnia wykonawcza została zburzona, po skończonej modernizacji sterowanie zostało przeniesione do LCS Stalowa Wola Rozwadów.